# Cemre Atmaca
Cemre Atmaca (* 24. Mai 1985 in Trabzon) ist ein türkischer Fußballspieler.

## Spielerkarriere

### Verein
Atmaca begann mit dem Vereinsfußball in der Nachwuchsabteilung von Trabzon Telekomspor und wechselte 2002 mit einem Profivertrag versehen zur Reservemannschaft von Trabzonspor. In der Saison 2003/04 wurde er neben seiner Tätigkeit bei der Reservemannschaft vom Cheftrainer der Profimannschaft Ziya Doğan auch an dem Training dessen Mannschaft beteiligt. Am letzten Spieltag dieser Saison wurde er von Doğan in der Ligapartie gegen Gençlerbirliği Ankara in der 84. Minute eingewechselt und gab damit sein Profidebüt.
Zur nächsten Saison wurde er an den Viertligisten Arsinspor abgegeben. Bei diesem Klub etablierte sich Atmaca auf Anhieb als Stammspieler und erzielte in 28 Spielen und 16 Tore. Die nächste Saison begann er auch bei Arsinspor. Zur Rückrunde der Saison 2004/05 wechselte Atmaca dann zum Istanbuler Drittligisten Eyüpspor. Hier absolvierte er zum Start der Rückrunde lediglich eine Begegnung und wurde dann an den Ligarivalen Giresunspor ausgeliehen. Die nächste Saison spielte er dann durchgängig bei Eyüpspor.
Zur Saison 2007/08 wechselte Atmaca mit Değirmenderespor zu einem Drittligisten seiner Heimatprovinz Trabzon. Für diesen Klub spielte er eineinhalb Spielzeiten und zog anschließend im Frühjahr 2009 zum Zweitligisten Adanaspor weiter. Für die Südtürken spielte er nur die Rückrunde und wurde die nächste Saison jeweils zur Hälfte an Balıkesirspor und Gebzespor ausgeliehen.
In die Saison 2010/11 startete Atmaca beim Istanbuler Zweitligisten Kartalspor und wechselte bereits zur nächsten Saison innerhalb der Stadt zum Drittligisten Sarıyer SK. Nach einem Jahr zog er zum Stadt- und Ligarivalen Gaziosmanpaşaspor weiter, kehrte aber bereits zur Rückrunde zu Sarıyer SK zurück.
Zur Saison 2014/15 heuerte Atmaca beim Zweitligisten Orduspor an. Bereits zur nächsten Winterpause verließ er diesen Verein und ging zurück zu Sarıyer SK. Weitere Stationen im Jahresrhythmus folgten, bis er 2019 bei Çankaya FK länger blieb und dorthin auch nach Kurzgastspiel bei Gaziantep Ankas Spor 2022 wieder zurückkehrte.

### Nationalmannschaft
Atmaca absolvierte 2002 zwei Spiele für die türkische U-18-Nationalmannschaft.